# Nature Reviews Molecular Cell Biology
Nature Reviews Molecular Cell Biology — научный журнал, издаваемый Nature Publishing Group с 2000 года. Публикует обзорные статьи по молекулярной и клеточной биологии
В 2012 году журнал обладал импакт-фактором 37,162, что является самым большим значением для обзорных журналов по клеточной биологии.

## О журнале
Журнал публикует обзорные статьи, посвящённые молекулярной и клеточной биологии. Основные направления исследований, представленные в журнале, включают в себя:
- Клеточная сигнализация
- Мембранная динамика
- Клеточная адгезия
- Цитоскелетная динамика
- Клеточная биология развития
- Рост и деление клеток
- Смерть клеток
- Клеточная микробиология
- Клеточная биология растений
- Экспрессия генов
- Метаболизм нуклеиновых кислот
- Биология хромосом
- Ядерный транспорт
- Биоэнергетика
- Белковые структуры и метаболизм
- Технологии (получение изображений, протеомика, системная биология, биоинформатика)